# Seznam polkov Vojske Republike srbske
Seznam polkov Vojske Republike srbske.

## Artilerijski
- 208. artilerijski polk (VRS)
- 417. artilerijski polk (VRS)
- 454. artilerijski polk (VRS)

## Inženirski
- 17. inženirski polk (VRS)
- 552. inženirski polk (VRS)

## Zračnoobrambni
- 4. zračnoobrambni polk (VRS)
- 5. zračnoobrambni polk (VRS)
- 10. zračnoobrambni polk (VRS)
- 17. zračnoobrambni polk (VRS)